# Pierre Longue (Bellefontaine)
La Pierre Longue est un menhir situé sur la commune de Bellefontaine dans le département du Val-d'Oise.

## Description
Le menhir est constitué d'une grande dalle très mince en grès de Beauchamp de 3,35 m de hauteur sur 2,50 m de largeur à la base (0,25 m  au sommet). Selon des sondages effectués, la pierre est enfoncée dans le sol sur au moins 0,70 m de profondeur. Son épaisseur varie de 0,50 m à la base jusqu'à 0,20 m au sommet. Sa forme très irrégulière résulte probablement d'une détérioration ancienne qui aurait fait disparaître tout la partie nord-est de la dalle. Dans la description de Hahn datée de 1865, le menhir a déjà cette forme en « L »
Elle comporte une dépression vraisemblablement d'origine naturelle à environ 0,50 m du sommet.
Bien que son classement ait été envisagé dès 1906, le menhir n'a jamais été classé.